# Daïdaï d'Hetsuka
Espèce
Classification phylogénétique
Le daïdaï d'Hetsuka aussi daïdaï d'Hesuka est un agrume japonais acide d'automne qui doit son nom au hameau d'Hesuka, et est produit autour de Kimotsuki et Minamiōsumi, Préfecture de Kagoshima. Il se rencontre sous forme sauvage et cultivée, laquelle bénéficie d'une IGP obtenue en décembre 2017.

## Dénomination
En japonais 辺塚だいだい (Hedsuka daidai), de 辺塚 (Hetsuka) et de だいだい (daidai). Le nom local est 辺塚デデス (Hedsuka dedesu).
Hetsuka est un petit district littoral à cheval sur la limite entre les villes de Kimotsuki et de Minamiosumi. Il se dépeuple et il n'y reste (2023) que 90 ménages, pour la plupart des personnes âgées.
Le site des IGP japonaise écrit: «Bien qu’il soit appelé daidai, il est considéré comme un agrume différent du daidai » Le daidai est une bigarade (Citrus x daidai, Citrus aurantium daidai). Aucune étude génomique n'a publié sa phylogénie, la plante n'a pas de nom botanique, la littérature académique parle de Citrus sp. hetsukadaidai. 

## Histoire
La plante serait endémique de la partie sud-est de la péninsule d'Osumi. Le 15 décembre 2017 il est inscrit  IGP (地理的表示 (地理的表示（GI 登録）とは) indication géographique no 57. La production actuelle d'environ 50 t (2023) est assurée par 45 agriculteurs.

## Description

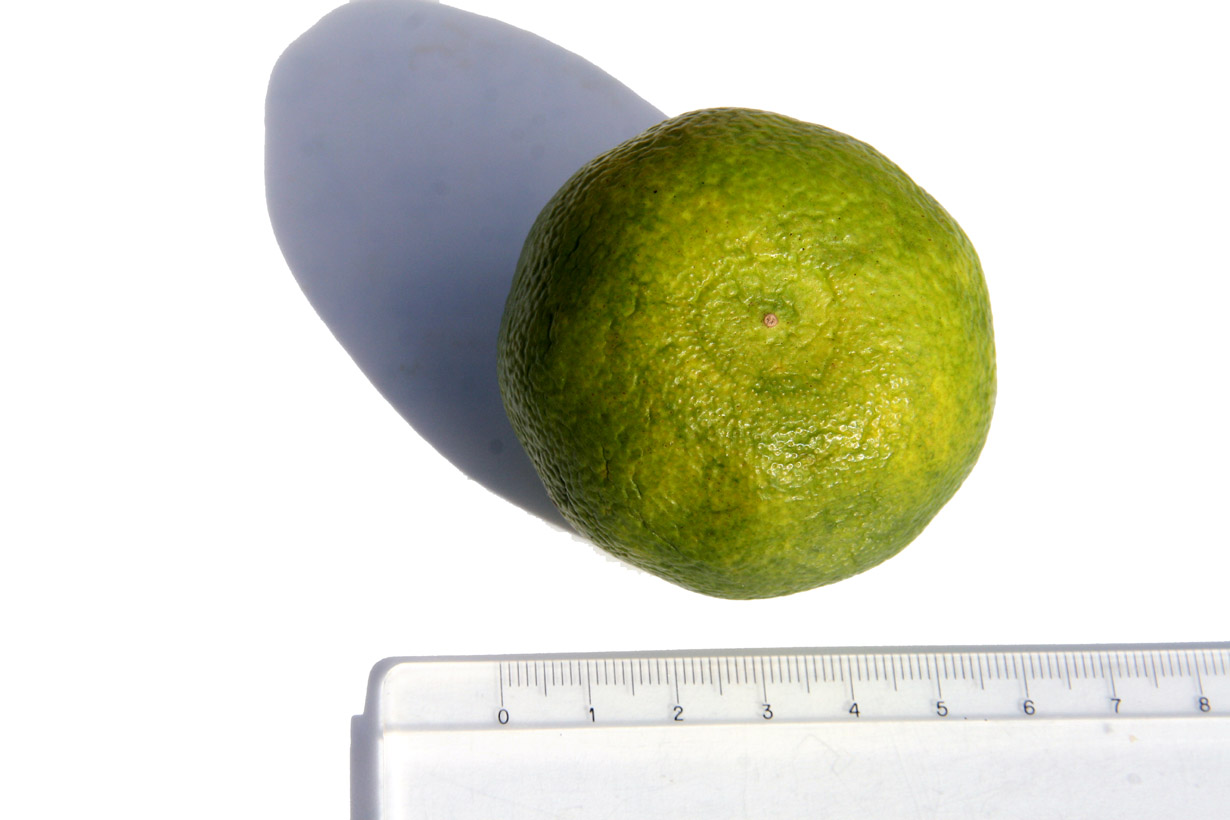
fruit du daidai d'Hetsuka

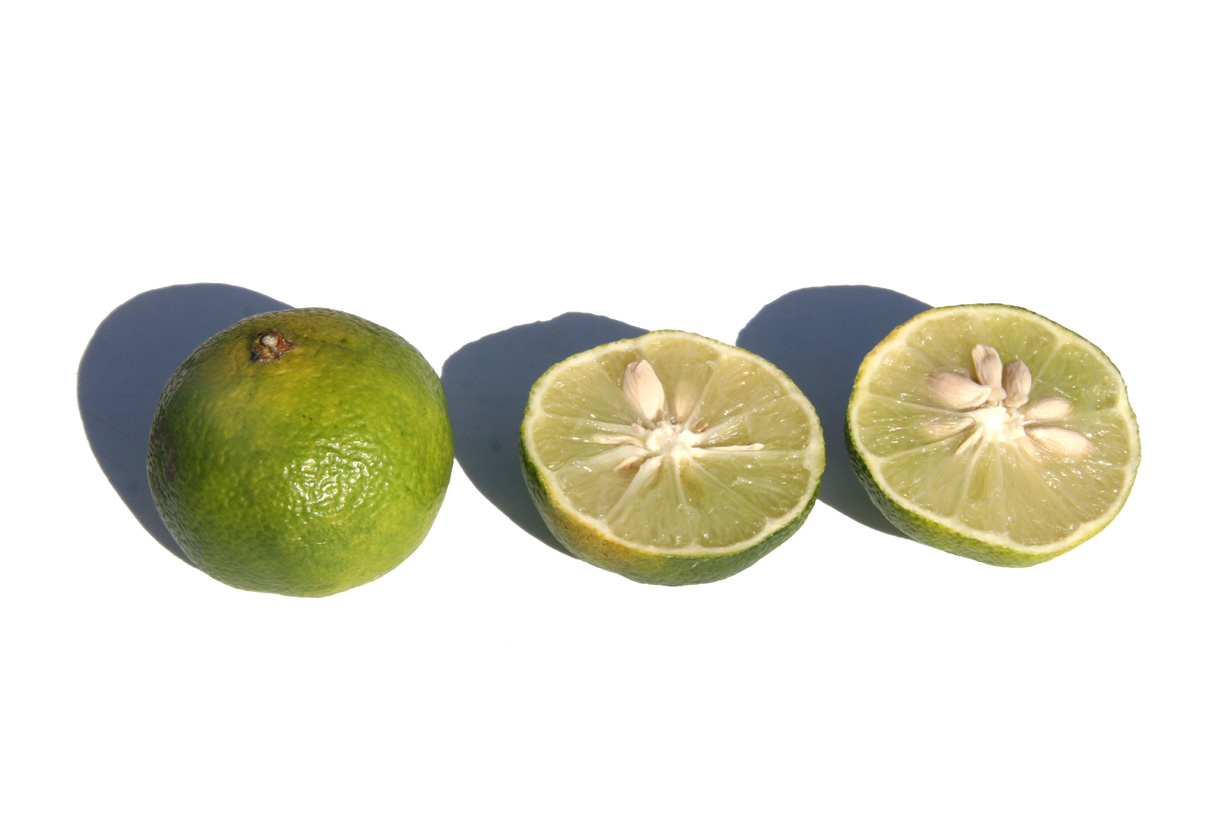
Fruit en coupe, quelques graines

Le fruit (6 cm de diamètre) est spécialement juteux (50 %). Il est récolte vert de fin aout à fin octobre. Il a des pépins qui sont très peu polyembryonniques, le nombre d'embryons par graine est de 1,4 seulement.

### Usage
En cuisine salée le jus est un condiment pour le poisson cru ou grillé, dans les sauce. Il se marie bien avec le shochu et avec la bière, on trouve des sodas et des bières au daidai d'Hetsuka. Le fruit mûr (janvier) a une acidité et une amertume plus faible, on en fait des compotes, confitures, du sirop et les sucreries.

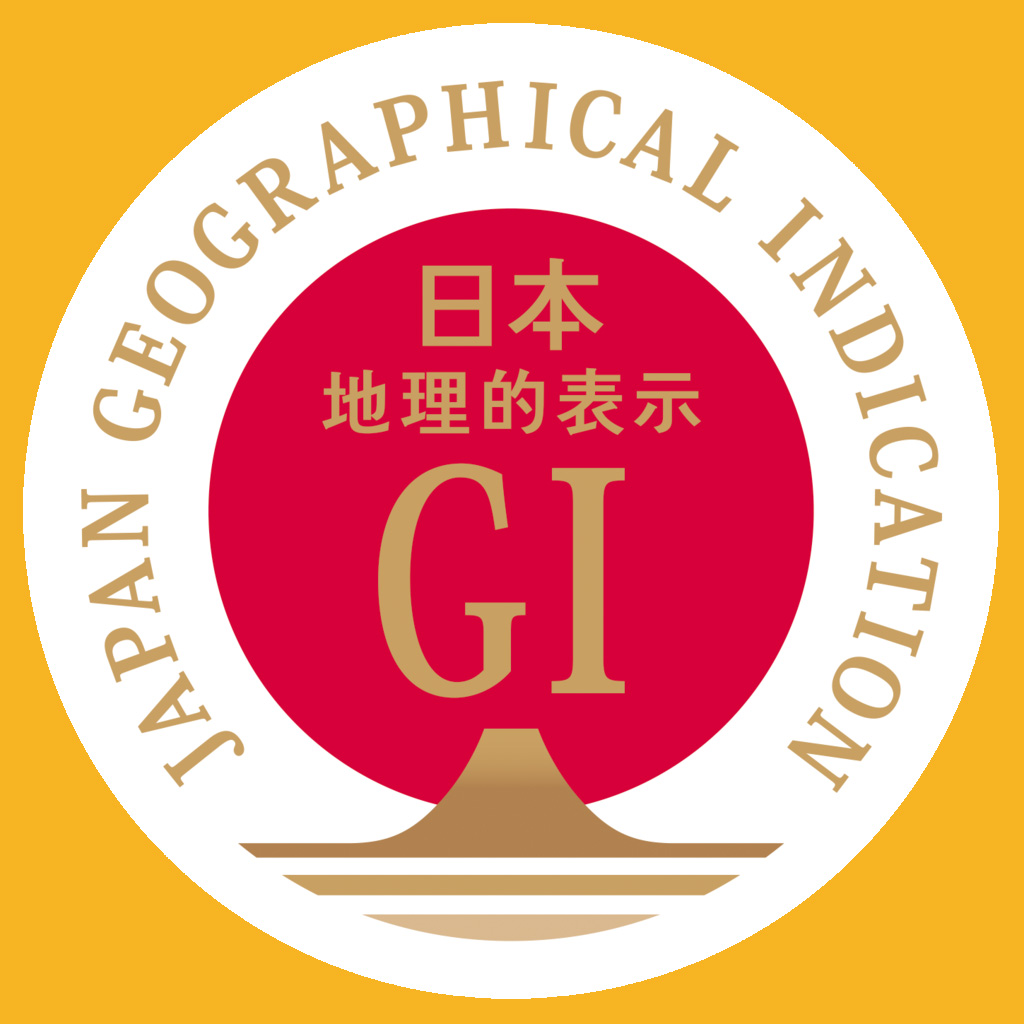
IGP no 57

L'analyse du pouvoir anti-oxydant (2022) d'Hetsuka-daidai montre une abondance de naringine et de néohespéridine. La néoériocitrine est présente en petite quantité.

### Huile essentielle
La composition de l'HE du daidai d'Hetsuka a été publiée en 2020 mesurée de septembre à décembre et comparée à la lime (C. latifolia), au citron (C. limon), au yuzu (C. junos), au kabusu (un des cultivars de daidai), au kabosu (C. sphaerocarpa) et au sudachi (C. sudachi). 
On note un haut niveau d'α-thuyène 0,6 % minimum, de γ-terpinéne (15,5 % niveau atteint seulement par la lime, toutefois cette HE est nettement différente de celle des limes le β-pinène, le néral, le géranial, l'acétate de néryle et les terpinéols y sont beaucoup moins abondants), de germacrèène D (0,25 %) et de carvone (0,3 %). Présence de δ-3-Carène (absente chez les autres, note résinée). Dans leur conclusion les auteurs rapproche l'HE de daidai d'Hetsuka de celle de yuzu (qui leur est familier) et suggèrent d'employer cet agrume comme le yuzu.
La comparaison avec le daidai var. Cyathifera publié par Sawamura donne: Limonéne (95 % contre 69 % chez le daidai d'Hetsuka), composés caractéristiques Géranial (très faiblement présent chez daidai d'Hetsuka 0,14 %), géraniol, octanal (les deux quasi absent, traces chez le daidai d'Hetsuka), cédrol (absent chez la daidai d'Hetsuka). L'HE est donc loin de celle du daidai.